# György Csányi
György Csányi   (Budapest, 7 de març de 1922 - Budapest, 13 de desembre de 1978) fou un atleta hongarès, ja retirat, especialista en curses de velocitat, que va competir durant les dècades de 1940 i 1950.
Durant la seva carrera esportiva va prendre part en tres edicions dels Jocs Olímpics d'Estiu. El 1948, als Jocs de Londres, disputà dues proves del programa d'atletisme. Fou quart en els 4x100 metres relleus, mentre en els 100 metres quedà eliminat en sèries. Quatre anys més tard, als Jocs de Hèlsinki, tornà a disputar dues proves del programa d'atletisme. Guanyà la medalla de bronze en els 4x100 metres relleus, rere l'equip estatunidenc i soviètic, i formant equip amb László Zarándi, Géza Varasdi i Béla Goldoványi. En els 100 metres quedà eliminat en sèries. El 1956, a Melbourne, disputà els seus tercers i darrers Jocs, en què fou eliminat en semifinals en la prova dels 4x100 metres relleus.
En el seu palmarès destaca una medalla d'or en els 4x100 metres del Campionat d'Europa d'atletisme de 1954, amb el mateix equip que guanyà la medalla olímpica, i catorze campionats nacionals: quatre dels 100 metres (1941, 1945, 1948 i 1949), tres dels 200 metres (1941, 1945 i 1949), quatre dels 4x100 metres (1945, 1952, 1953 i 1954), un dels 4x200 metres (1946), un en el salt de llargada (1956) i dos en salt de llargada per equips. Va millorar el rècord nacional del 4x100 metres en quatre ocasions.

## Millors marques
- 100 metres. 10.5" (1952)[1]